# Alro Slatina

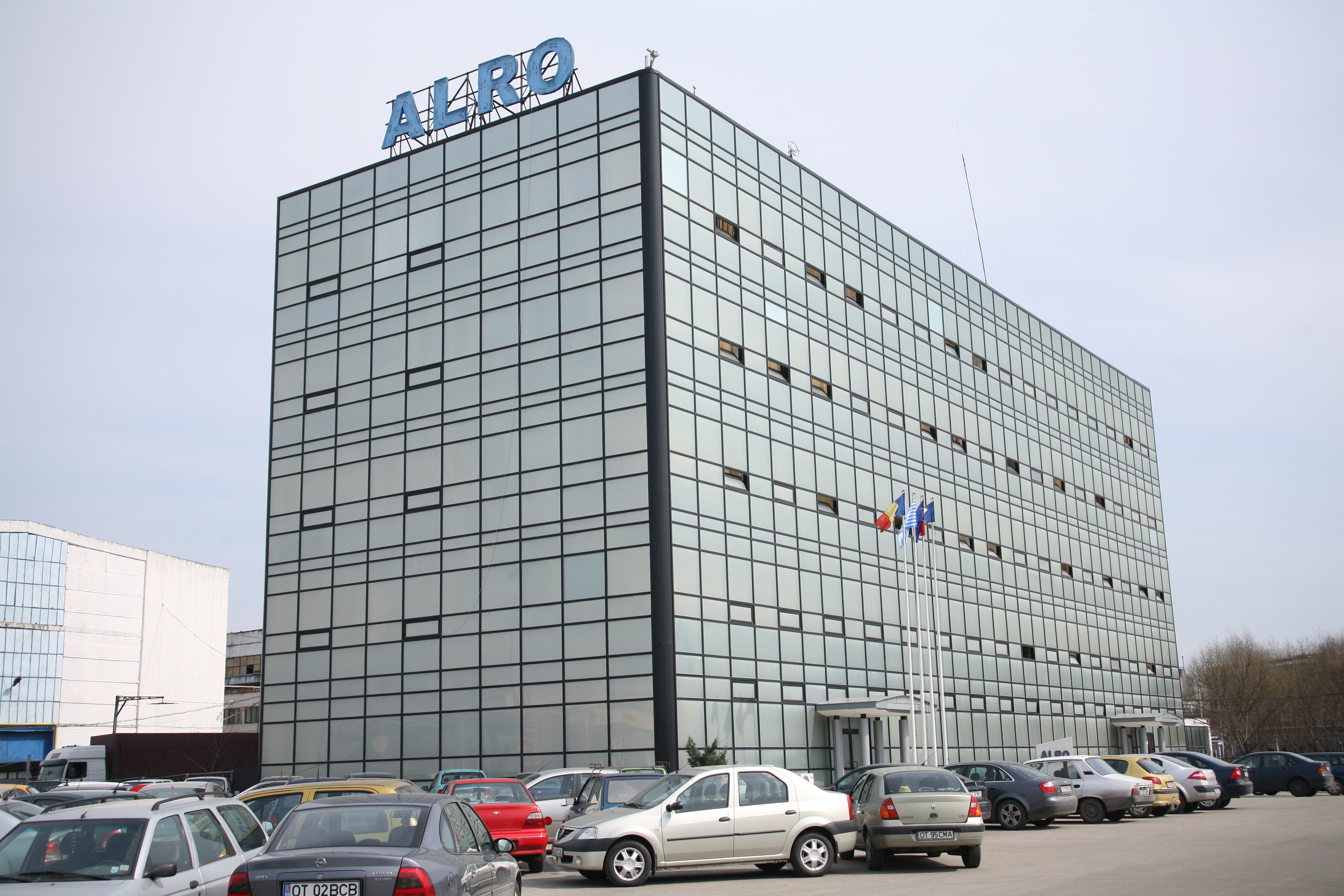
Sediul ALRO SA în Slatina (România)

Alro S.A. este cea mai mare companie producătoare de aluminiu din Europa Centrală și de Est (exceptând Rusia) și singurul producător de aluminiu și aliaje de bază din România.
Capacitatea de producție a companiei este de peste 260.000 tone anual.
Compania este deținută în prezent (2007) în proporție de 87% de Vimetco (fostă Marco Group), deținut de miliardarul rus Vitali Matsitski. Fondul Proprietatea mai deține aproape 10% din acțiuni. Restul de acțiuni sunt listate la Bursa de Valori București, categoria I.
Principalele entități care dețin acțiuni în companie sunt (2024):
- Vimetco PLC (54,19%),
- Pavăl Holding (23,21%)
- Fondul Proprietatea (10,21%)
- Acțiuni tranzacționabile (12,39%), din care dețineri au Fondul de Pensii NN, Fondul de Pensii Allianz și alții.

Grupul Vimteco este acționar majoritar și la producătorul chinez de aluminiu Zhongfu Industry, în China deținând și o termocentrală producătoare de energie electrică.
Privatizarea Alro a fost contestată, Ovidiu Mușetescu, cel care conducea la momentul respectiv atunci privatizările, a fost acuzat că a manipulat piața, alungând investitorii strategici prin prezentarea unor date false.
Alro Slatina este cel mai mare consumator de energie electrică din România absorbind 8% din consumul național.

## Istoric
- Compania a fost înființată de Guvernul României în anul 1963, prin construirea primei și singurei uzine românești de aluminiu în Slatina.
- Producția de aluminiu a început în anul 1966, cu o capacitate 50 mii de tone aluminiu pe an.
- Până în anul 1989 capacitatea de producție a urcat la 263 mii de tone pe an.
- Datorită condițiilor economice dificile în România, în anii 1990-1991 producția a scăzut la 110 mii tone pe an, ulterior crescând treptat până la 170 mii de tone.
- În 1996 Alro a fost transformată în societate pe acțiuni și în octombrie 1997 un pachet de sub 49% din acțiuni a fost listat la Bursa de Valori București, astfel încât Guvernul încă deținea pachetul majoritar de acțiuni (51%).
- În 2002 statul român a vândut pentru suma de 11,5 milioane USD[8] un pachet de 10% din acțiunile Alro investitorului Marco Group, care deținea deja (direct și indirect) 41,85%, acesta devenind astfel acționarul majoritar.
- În 2006 Alro fuzionează cu Alprom Slatina și Alum Tulcea[9].
- În aprilie 2007 Marco Group își schimbă numele în Vimetco.[10]

În urma majorărilor succesive de capital, în prezent (2007), Vimetco deține peste 87% din acțiunile Alro.

## Producția
Alro a înregistrat în 2005 o creștere cu 11% a producției de aluminiu turnat și aliaje de aluminiu, până la nivelul de 243.600 de tone.
În anul 2008, compania a realizat o producție totală de aluminiu primar de peste 288.000 de tone.
Producția în anul 2009 a fost de 201.000 tone.

## Informații financiare[14]
| Ani  | Venituri   | Cheltuieli | Profit     | Inventar  | Rezerve  | Creanțe   | Datorii    | Banca și numerar | Angajați |
| ---- | ---------- | ---------- | ---------- | --------- | -------- | --------- | ---------- | ---------------- | -------- |
| 2021 | 3641652990 | 3557336777 | 39223803   | 741408010 | 2541888  | 250957829 | 1542155007 | 367027795        | 2479     |
| 2020 | 3175148659 | 2821012020 | 315033289  | 474078402 | 30009027 | 567937389 | 1375186850 | 133979292        | 2427     |
| 2019 | 2880259154 | 2989454761 | -158539493 | 595733541 | 4037605  | 144630336 | 1376983060 | 117776653        | 2514     |
| 2018 | 3028646322 | 2730384914 | 272020056  | 694954656 | 27893326 | 559506528 | 1532559063 | 186754963        | 2549     |
| 2017 | 2410419478 | 403965955  | -317686279 | 680775695 | 26755805 | 270454870 | 1174940164 | 415384835        | ?        |
| 2016 | 2354780613 | 103138426  | -67220024  | 601240491 | 1193249  | 332939128 | 1261971326 | 327480942        | ?        |

## Critici
În mai 2012, compania a fost criticată de șeful misiunii FMI în România, Jeffrey Franks, pentru lipsa transparenței referitoare la contractul de furnizare de energie electrică cu Hidroelectrica.